# Koenigsegg Agera
El Koenigsegg Agera es un automóvil superdeportivo biplaza Targa Top de 2 puertas diédricas, con motor central-trasero montado longitudinalmente y tracción trasera, producido desde 2011 hasta 2018 por el fabricante sueco Koenigsegg, casa que diseña automóviles exclusivos.

## Presentación
Debutó en el Salón del Automóvil de Ginebra de 2010, coincidiendo con el decimoquinto aniversario de la empresa. Koenigsegg produce autos casi de manera artesanal, por eso son todavía más exclusivos que los de marcas como Ferrari o Lamborghini, al nivel de superdeportivos como Bugatti o Pagani.
En 2010 tenía un precio aproximado de US$2 210 000, según la revista Forbes.

## Diseño
Sigue utilizando la base del primigenio Koenigsegg CC, cuyo chasis monocasco de fibra de carbono, kevlar, panal de abejas ("honeycomb") y aluminio sigue estando vigente.
Emplea un control de tracción que adapta automáticamente la funcionalidad del vehículo a las condiciones del pavimento por el que se circula y al tipo de conducción en milésimas de segundo. De hecho Koenigsegg presume que su sistema es el más rápido en reaccionar de todos los que existen en el mercado.
El auto cuenta con un alerón que sale automáticamente a cierta velocidad, aunque también puede ser operado manualmente y la velocidad de salida del alerón es ajustable. También cuenta con frenos de disco ventilados cerámicos asistidos y un sistema ajustable ABS, de medidas 392 x 36 mm (15,4 x 1,4 pulgadas) con pinzas (cálipers) de 6 pistones delante y 380 x 34 mm (15,0 x 1,3 pulgadas) con 4 pistones atrás.

## Interior

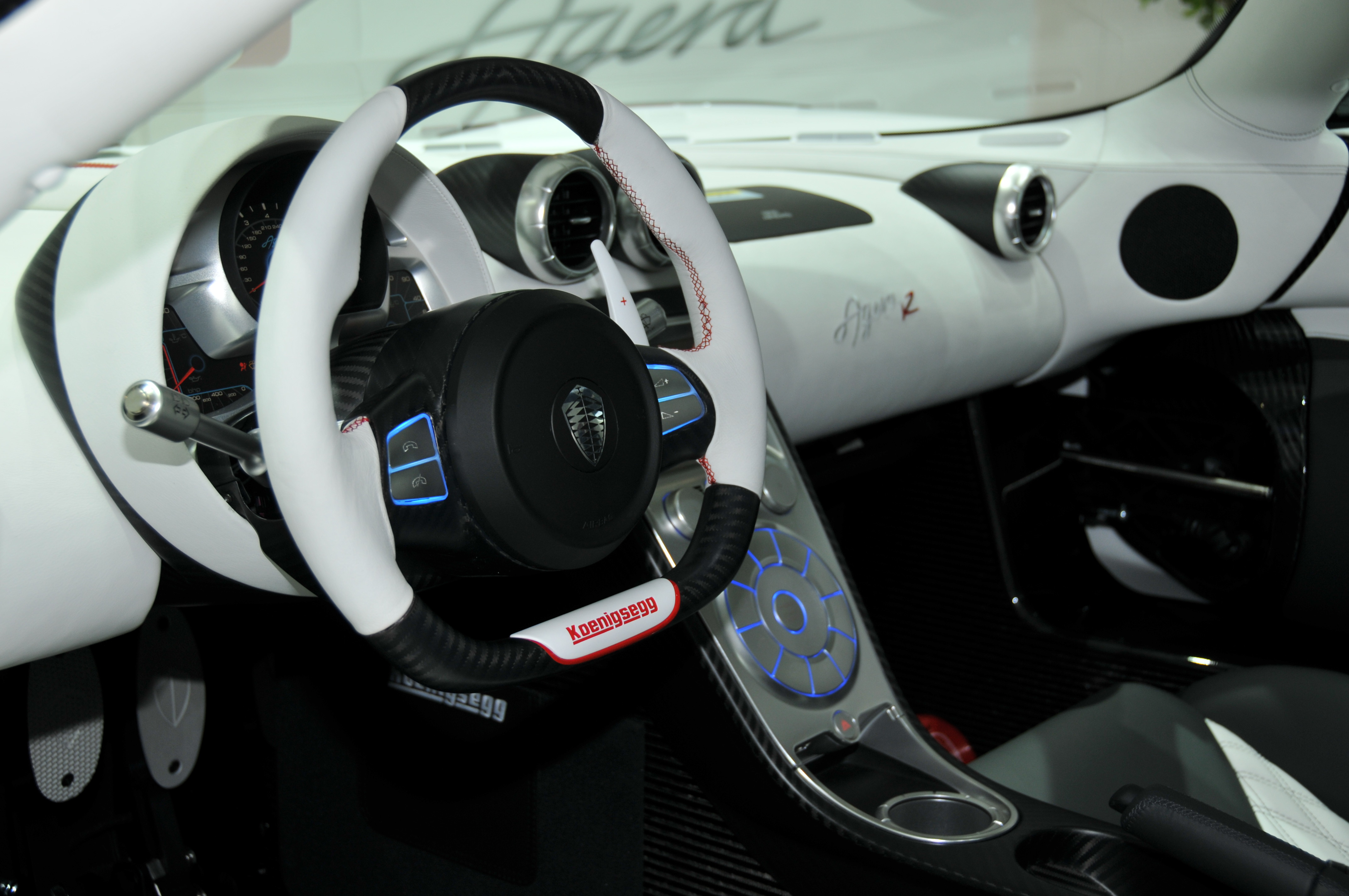
Habitáculo interior del Agera R en el Salón del Automóvil de Ginebra de 2011.

Tiene un nuevo sistema de iluminación interior llamado ghost light (luz fantasma), que utiliza una serie de nanotubos casi invisibles, permitiendo visualizar los botones con facilidad, además de dar una apariencia limpia y estética del interior del coche. También cuenta con un tablero digital personalizado donde el conductor tiene al alcance todo tipo de información, desde los indicadores más básicos hasta medidores de fuerza G, navegador por satélite, cronómetro, control de música, entre otras cosas. El auto tendría un maletero más amplio que la mayoría de los otros modelos de la industria de los superdeportivos.
El habitáculo es muy moderno sin renunciar a la deportividad más clásica, combinando materiales como piel, fibra de carbono, plástico y tela con costuras visibles en los paneles y la tapicería.
Los detalles más futuristas están en la consola central con los controles de la climatización y el equipo de sonido iluminados por LED azul celeste y en el impresionante cuadro de mandos con un odómetro y tacómetro pseudoanalógico sobre una pantalla digital que podría haberse inspirado en un videojuego.
En un pequeño espacio se muestra información tan dispar como: el nivel de combustible del depósito, la temperatura del aceite del motor, la presión del turbocompresor, la potencia desarrollada por el motor o incluso las fuerzas G en las frenadas, aceleraciones y al tomar curvas.

## Variantes

### Agera R

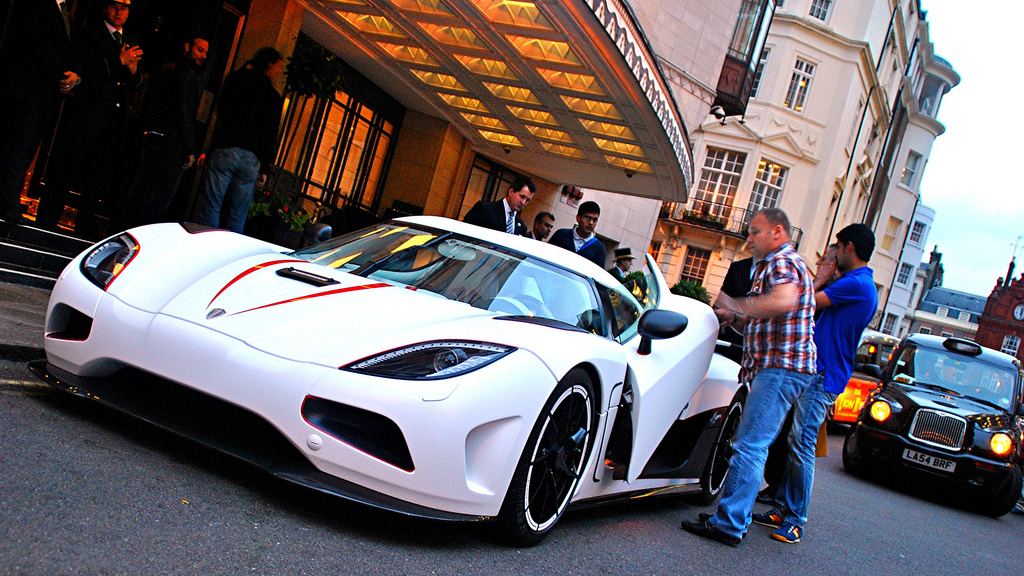
Agera R en el Hotel Dorchester de Londres el 15 de junio de 2011.

Logotipo del Agera R.

Es una versión más veloz, potente y aerodinámica del Agera debutado en 2011. Gracias a su gran potencia con combustible E85 de 1115 CV (1100 HP; 820 kW) y un bajo peso de 1330 kg (2932 lb), logra alcanzar una velocidad máxima teórica de 439 km/h (273 mph), mientras que con E100 es capaz de alcanzar los 1140 CV (1124 HP; 838 kW) a las 7100 rpm y un par máximo de 1200 N·m (885 lb·pie) a las 4100 rpm, logrando acelerar de 0 a 100 km/h (62 mph) en 2,8 segundos.
Entre el equipamiento ofrecido nos encontramos con un techo desmontable, columna de la dirección y pedales ajustables, elevalunas eléctricos, asientos regulables, frenos cerámicos, sistema de elevación hidráulico, navegador, reproductor de MP3 con toma de USB, climatizador y bolsas de equipaje. Opcionalmente se puede configurar con elementos como una cámara de visión trasera, asientos calefactables o un cuero especial para la tapicería y además, cuenta con un techo desmontable y la posibilidad de sustituir el techo tradicional por uno que incorpora un portaesquís.
En el apartado de seguridad, además de la propia estructura en Kevlar y carbono del Agera original, nos encontramos con doble airbag, ABS y control de estabilidad (ESP). Opcionalmente también están disponibles unos cinturones de seguridad de 4 puntos de tipo arnés.
Junto con el Bugatti Veyron Super Sport, es uno de los coches más rápidos del mundo, ya que ambos superan los 400 km/h (249 mph).
Estéticamente se diferencia del Agera normal con un alerón sustancialmente más grande y aparatoso. Lo realmente novedoso es la modificación del motor, que entrega 1100 CV (1085 HP; 809 kW), superando así a la variante estándar del Bugatti Veyron. Asimismo, el trabajo aerodinámico efectuado incluye el diseño de las llantas de aleación Vortex Generating Rim, que aumentan la carga aerodinámica contra el asfalto, parece más que suficiente para lidiar con 205 CV (202 HP; 151 kW) más.
Para desarrollar todas sus prestaciones y alcanzar su velocidad punta, requiere unos neumáticos desarrollados a propósito por Michelin, capaces de trabajar con seguridad hasta los 418 km/h (260 mph). El precio del Agera R estaría en torno a unos 155000 € por encima de los del Agera normal, con lo cual estaríamos hablando de más de 1260000 €.

### Agera S

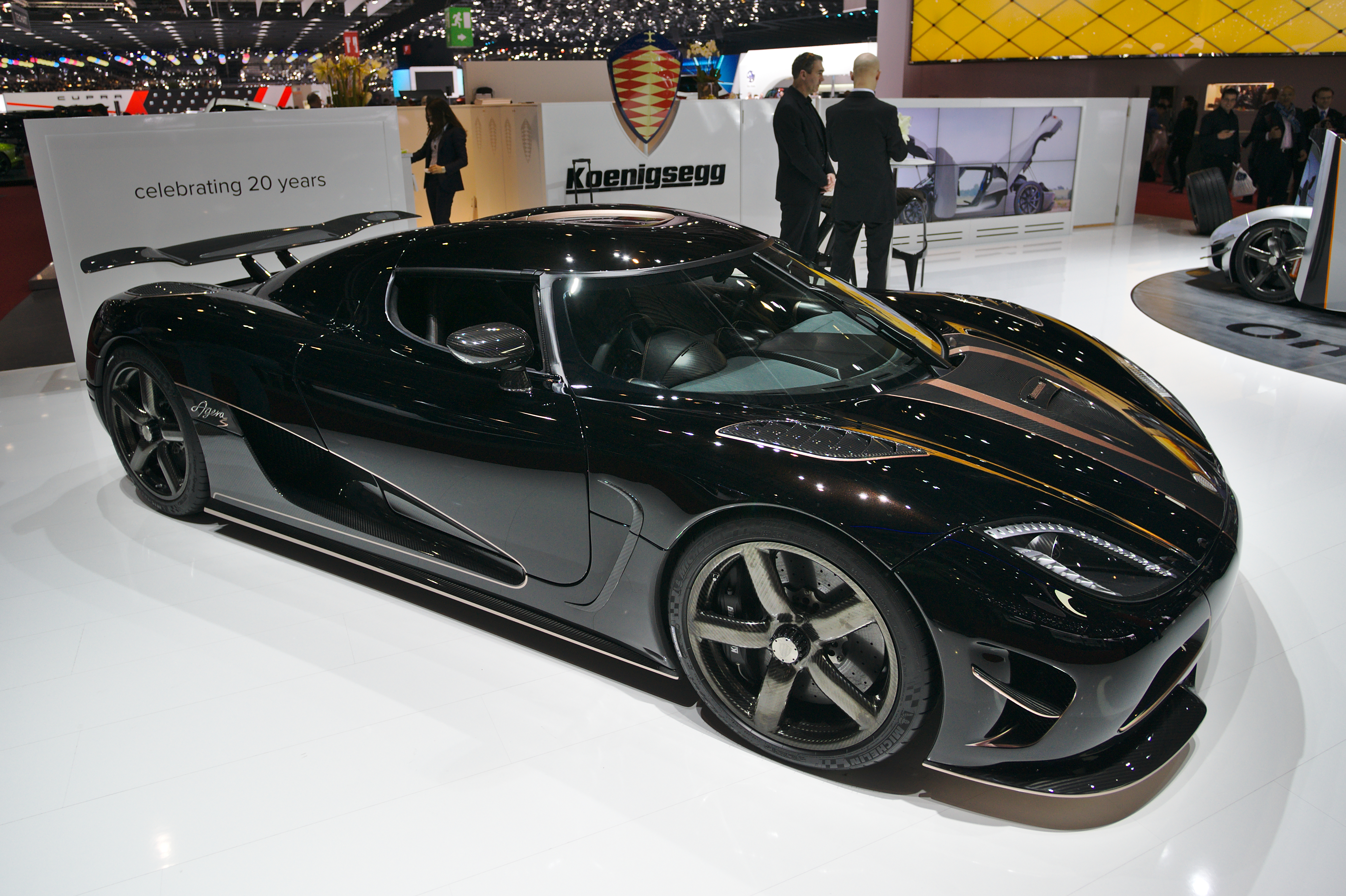
Agera S en el Salón del Automóvil de Ginebra de 2014.

Fue creado en 2014 específicamente para los mercados donde el combustible E85 no está disponible con todas las características y funciones de la Agera R, excepto para la capacidad FlexFuel. A pesar de no correr con biocombustible de alto octanaje, Koenigsegg se las arregló para extraer una increíble potencia máxima de 1044 CV (1030 HP; 768 kW) y un par máximo de 1100 N·m (811 lb·pie) con 98 RON o 93 octanos DIN.
Al usar lo último en materiales de turboalimentación y tecnología de diseño, tiene la máxima flexibilidad a la hora de la entrega de potencia. La inercia reducida de la rueda de la turbina y el eje, proporcionan una respuesta mucho más mejorada.
Su diseño está basado en el Agera R, el cual cuenta con nuevas llantas Aircore huecas de fibra de carbono y una aerodinámica mejorada. Tiene una velocidad punta de más de 400 km/h (249 mph) con gasolina regular, que desarrolla una potencia máxima de 1040 CV (1026 HP; 765 kW), es decir, 112 CV (110 HP; 82 kW) menos que el Agera R y 71 CV (70 HP; 52 kW) más que el Agera normal.
El Agera S tiene un techo duro desmontable y almacenable, ofreciendo así lo mejor de dos mundos, en combinación con unos 120 litros (31,7 galAm) de espacio en su maletero, es decir, combina un rendimiento extremo con una facilidad de uso cotidiano.
La combinación de materiales como la fibra de carbono y el kevlar, hace que el peso su total se quede en 1330 kg (2932 lb); y si se le une una aerodinámica cuasi perfecta, donde destaca el prominente alerón trasero que evita que el coche salga volando, es fácil rodar por encima de los 420 km/h (261 mph).
La tracción es trasera y se asocia a un cambio automático de doble embrague de siete velocidades. Para no perder demasiada tracción ante tanta potencia, incorpora un diferencial electrónico de deslizamiento limitado que actúa sobre las ruedas traseras.
Lleva unos neumáticos Michelin Sport con dos medidas diferentes. Delante monta unas llantas de 265/34/R19 pulgadas (48,3 cm) y detrás 345/30 R20 pulgadas (50,8 cm). Todo ello hace que obtenga unas muy buenas prestaciones, con una aceleración de 0 a 100 km/h (62 mph) en solamente 2,9 segundos, de 0 a 200 km/h (124 mph) en 7,9 segundos, mientras que a los 300 km/h (186 mph)  llega en 22,7 segundos. Según Koenigsegg, supera los 1000 N·m (738 lb·pie) de par máximo desde las 2700 rpm; y de 1100 N·m (811 lb·pie) desde las 4100 rpm, mientras el consumo que homologa es de 14,7 L/100 km (6,8 km/L; 16,0 mpgAm), lo que arroja unas emisiones de CO2 de 310 g (10,9 onzas)/km
Se puede quitar el techo del vehículo para que sea posible viajar a cielo abierto, con lo que se convierte en un roadster. Asimismo, ofrece 120 litros (31,7 galAm) de maletero en los que puede caber un pequeño juego de palos de golf. En el interior podrá contar con sistema Bluetooth para la conexión del teléfono móvil y navegador.

### Agera S Hundra

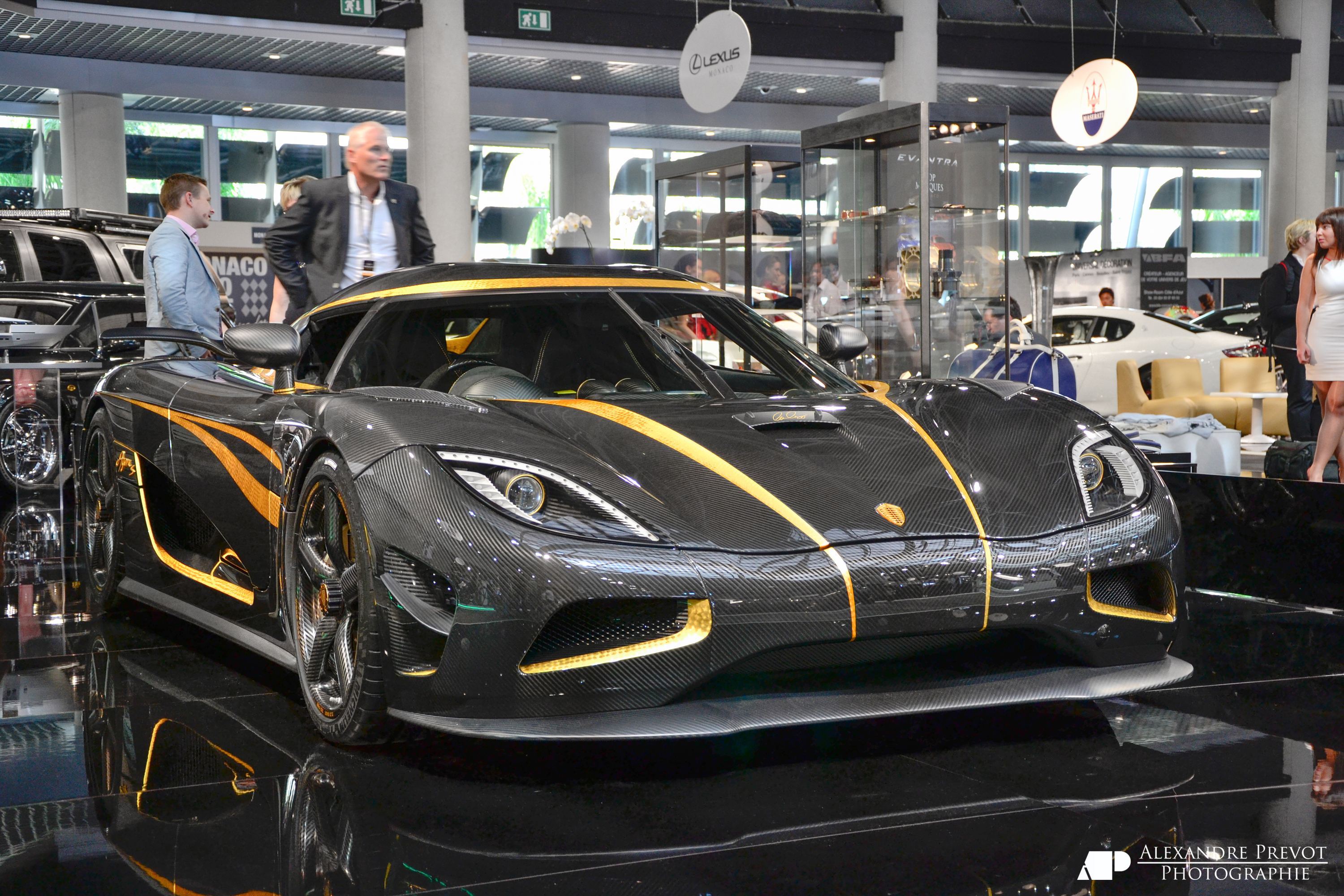
Agera S Hundra en exhibición el 18 de abril de 2013.

Este auto es un one-off elaborado especialmente para la celebración de los 10 años de la marca y de su unidad número 100 fabricada, con un costo de US$ 1,6 millones. Su nombre viene del sueco hundra que significa 100 y hace referencia al número de esta unidad.
Es una edición especial del Agera S con ligeras, pero importantes modificaciones en la carrocería, como lo son sus incrustaciones de oro de 24 kilates y su carrocería hecha completamente de fibra de carbono.  Se presentó en el Salón del Automóvil de Ginebra en el 2013 generando mucho interés por el futuro de la marca sueca.
Es impulsado por el mismo motor del Agera que genera 1030 CV (1016 HP; 758 kW) y un par máximo de 812 lb·pie (1101 N·m). Su velocidad máxima es de 447 km/h (278 mph) y acelera de 0 a 100 km/h (62 mph) en 2,8 segundos.
Cuenta con 4 frenos de disco carbono-cerámicos perforados, que son apretados por 6 pistones en los delanteros y 4 en los traseros. Las dimensiones de los discos son de 396 mm (15,6 pulgadas) y 378 mm (14,9 pulgadas), respectivamente.
Lo que más destaca a este coche es su fácil acceso y comodidad, ya que para ser un superdeportivo, la mayoría son muy difíciles de ingresar debido al diseño bajo aerodinámico que predomina. Su consola central mide las fuerzas g ejercidas en el coche y cuenta con sensores TPMS que son los encargados de medir la presión de las llantas. La pantalla de esta consola es una tipo "Thin Film Transistor-Liquid Crystal Display" (TFT-LCD), por sus siglas en inglés.

### Koenigsegg One:1

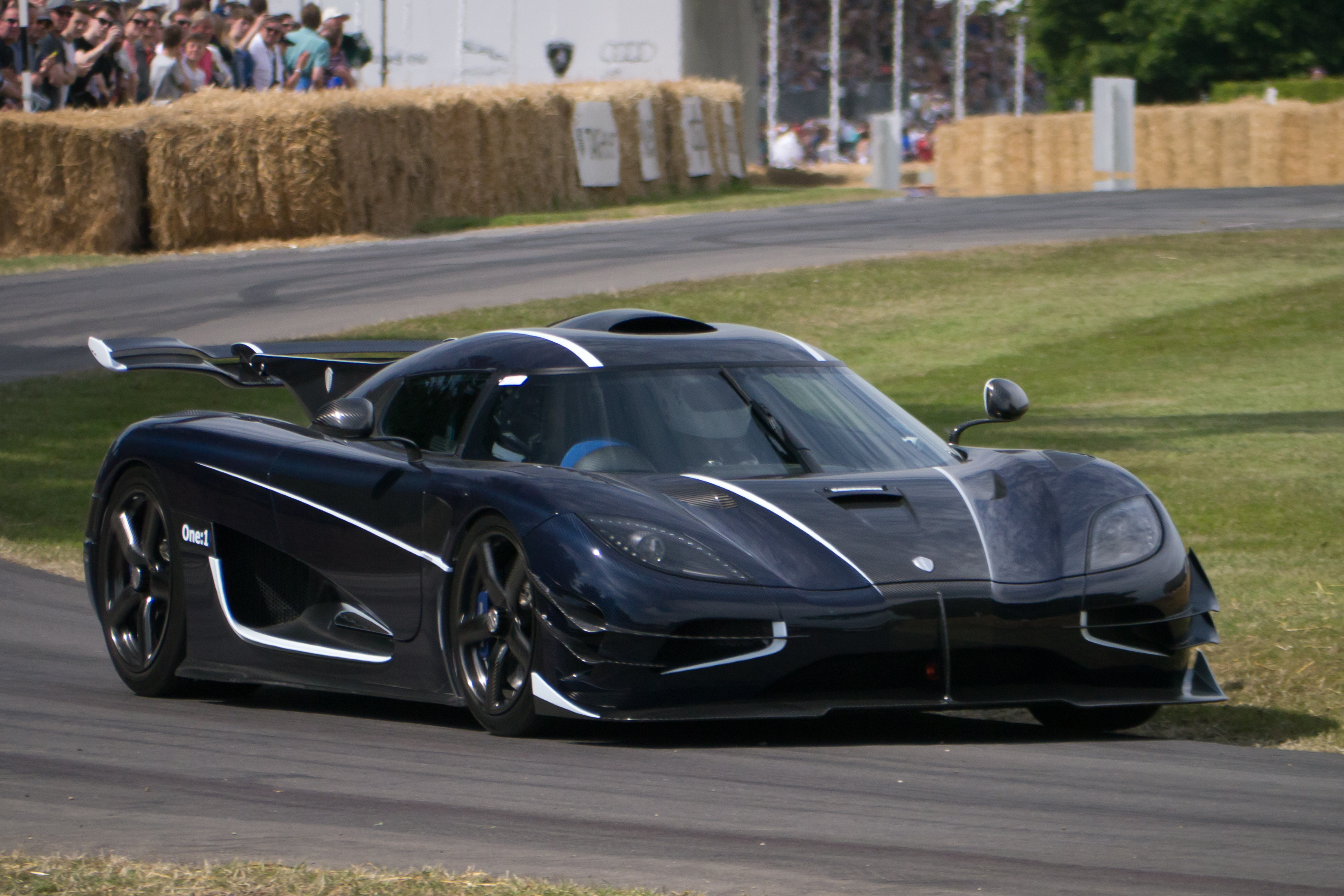
One:1 de 2015.

Su presentación fue en marzo de 2014 en el Salón del Automóvil de Ginebra. Koenigsegg construyó seis coches aparte del presentado, los cuales ya han sido vendidos. Siendo el automóvil más rápido de la actualidad, la marca llevó dos coches al Festival de la Velocidad de Goodwood, posando junto a otras versiones limitadas de los superdeportivos que compiten con el Agera R, como: el McLaren P1 GT-R, el Ferrari FXXK y el Pagani Zonda R.
El nombre de One:1 viene de la potencia de 1360 CV (1341 HP; 1000 kW) a las 7500 rpm y pesando 1361 kg (3000 lb), dando al coche una relación potencia a peso de 1 cv/kg. Esta potencia de salida es el equivalente de un megavatio, hecho por el cual Koenigsegg reclama que el One:1 sea "el primer mega-auto del mundo". Al ser un modelo más enfocado para circuitos, Koenigsegg tuvo que sacrificar algunas cosas para poder lograr su objetivo. Al modelar el frente del auto, para aumentar su carga aerodinámica, se redujo la capacidad del maletero en un 40%, impidiendo así el guardado del techo desmontable, el cual cuenta con una nueva toma de aire.
Está equipado con una variante del mismo motor usado en todos los modelos de la línea Agera. Produce un par máximo de 1371 N·m (1011 lb·pie) a las 6000 rpm. El peso total del motor es de solamente 197 kg (434 lb), gracias al uso de fibra de carbono en el colector y la construcción de aluminio. Utiliza una caja de cambios de doble embrague de 7 velocidades con levas en el volante. Acelera de 0 a 100 km/h (62 mph) en 3.37 segundos. Según simulaciones en computadora y estimaciones del propio Christian von Koenigsegg, alcanzaría los 450 km/h (280 mph) y batiría varios récords Guinness, entre ellos el de 0 a 400 km/h (0 a 249 mph) en apenas 20 segundos. Sin embargo, no ha habido hasta ahora ninguna prueba certificada que demuestre dichas hazañas.

### Agera RS

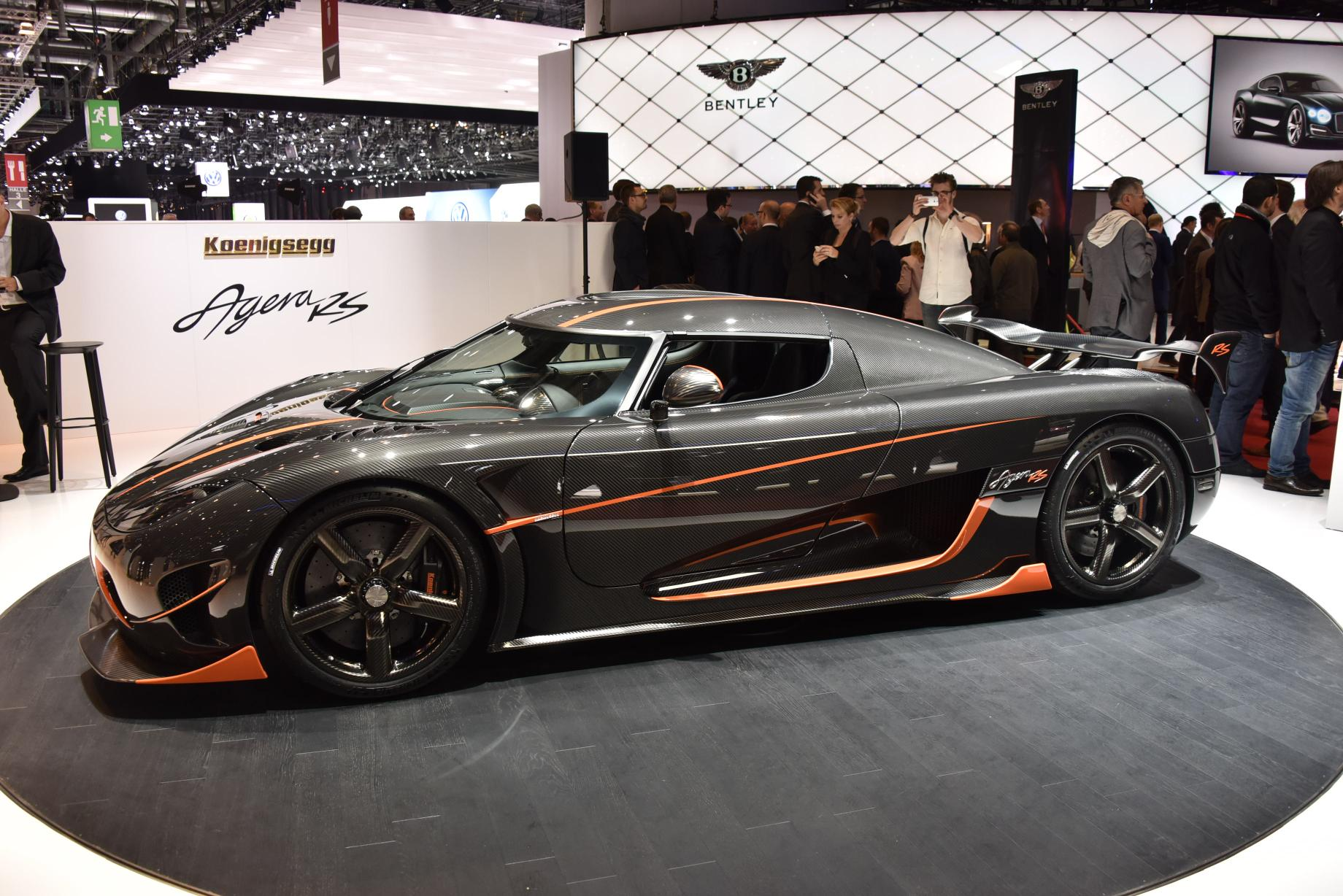
Agera RS en el Salón del Automóvil de Ginebra de 2015.

Básicamente es una versión avanzada y mejorada del Agera R a nivel de peso y aerodinámica, que incorpora algunas de las nuevas tecnologías y características del One:1. Fue revelado en el 2015 Salón del Automóvil de Ginebra. Koenigsegg lo catalogó como "La herramienta definitiva de la pista", debido a sus características ligeras y tecnologías optimizadas.
El faldón delantero es más aerodinámico y en el que encontramos unos pequeños "spliters" de nuevo diseño, mientras que el alerón posterior activo permite generar 450 kg (992 libras) de carga aerodinámica a 250 km/h (155 mph), además de otra serie de mejoras aerodinámicas por toda la carrocería conseguidas a base de túnel de viento. Su motor de gasolina normal pesa solamente 189 kg (417 lb), el cual produce 1160 CV (1144 HP; 853 kW) a las 8250 rpm y un par máximo de 1280 N·m (944 lb·pie) a las 4100 rpm, aunque puede ser ordenado con el paquete opcional de "1 MegaWatt", que aumenta la potencia a 1 MW (1360 CV; 1341 HP).
Está limitada su producción a 25 unidades, de las cuales 10 ya estaban vendidas previamente, incluso antes de su debut.
Tiene una relación potencia a peso de 1,19 kg por CV, debido al uso de materiales ligeros como el carbono y el titanio, permitiendo que el conjunto declare un peso total de 1295 kg (2855 libras). También tiene el nuevo récord de 0-400-0, que fue roto el 1 de octubre de 2017, en un tiempo de 36,44 segundos y cubriendo una distancia de 2535 m (1,6 millas). La prueba fue realizada en Vandel, Dinamarca. Además, logró establecer un nuevo récord al haber alcanzado una velocidad punta de 284,55 mph (457,94 km/h).

### Agera RS ML

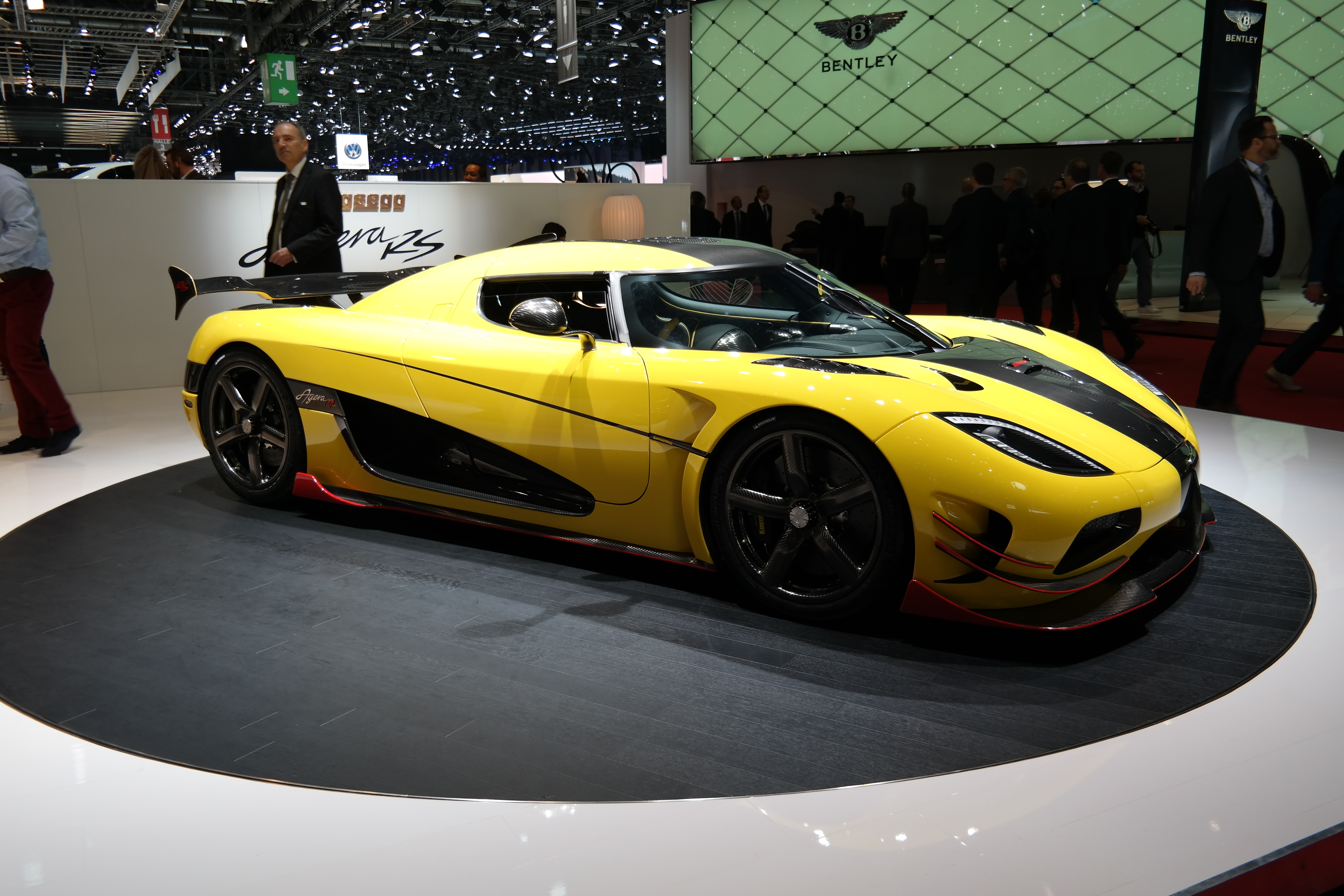
Agera RS ML en el Salón del Automóvil de Ginebra de 2016.

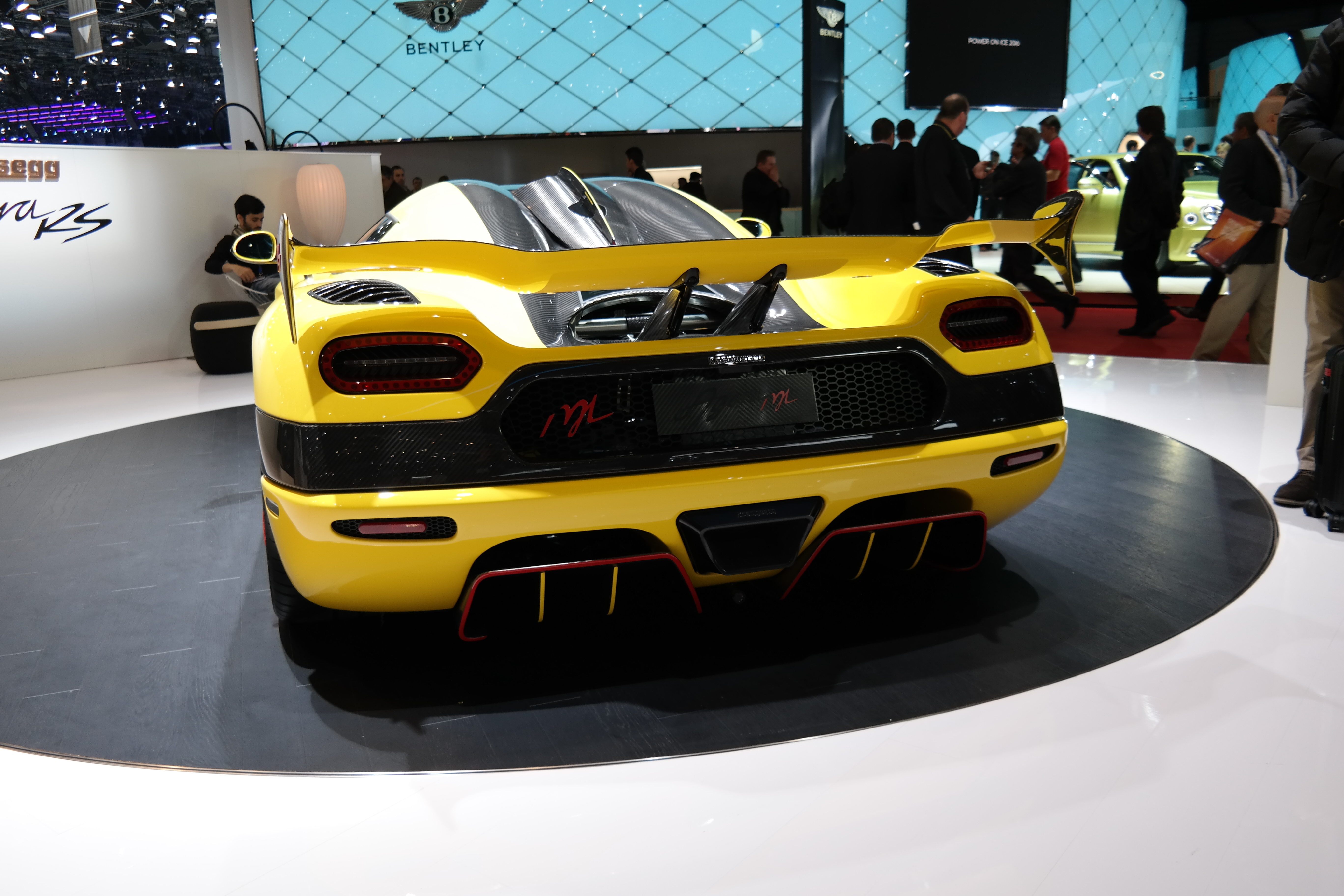
Vista trasera.

El Agera ML es un derivado del Agera RS, una edición especial construida en exclusividad para un cliente asiático. Acelera de 0 a 100 km/h (62 mph) en 2,5 segundos y tiene una velocidad máxima de 402 km/h (250 mph). Tiene un peso de 1395 kg (3075 lb) y una potencia máxima de 1176 CV (1160 HP; 865 kW) y un par máximo de 1280 N·m (944 lb·pie) a las 4100 rpm. La carrocería está pintada en un color amarillo.
Fue visto escalar las carreteras B en los Alpes suizos plagados de ventiscas, convirtiéndose en un éxito instantáneo para los fanáticos de Internet. Se exhibió en el Salón del Automóvil de Ginebra, revelando sus detalles únicos que son específicos del modelo ML.
En una extraña secuencia de eventos, el automóvil comienza a detenerse a la mitad del día y continúa cuando el Koenigsegg tiene problemas, mientras atraviesa Milán, dejando escapar oleadas de negro como una camioneta diésel vieja y humeante.
Según los transeúntes, el coche "se arregló solo" y no tuvo problemas de ahí en adelante. Eso es especialmente confuso, ya que el Agera parecía estar todo menos bien. El propietario continuó luego hacia Suiza, seguramente para realizar la reparación del motor.

### Agera XS
El Agera XS está basado en el Agera RS. Es la primera versión de Koenigsegg que llega a los Estados Unidos, cuyo comprador ha decidido cambiar el nombre para hacerlo más exclusivo. Tiene un precio de US$ 3000000. 
Las principales modificaciones exteriores se manifiestan a través del color principal de su carrocería, que es un llamativo tono naranja denominado "Karosserie Orange" adornado con elementos realizados en fibra de carbono. El alerón trasero también es otro con respecto al que equipa el Agera RS, es más grande que el del One:1. El interior del coche ha adoptado cambios igualmente, con una tapicería en alcantara que abarca partes del salpicadero y que contrasta con zonas en fibra de carbono. como por ejemplo en la consola central y con unas costuras del mismo color naranja que su exterior. Será el primer Agera en ser vendido en Estados Unidos, con un techo rígido removible, cuya apertura o cierre demora pocos minutos.
Tiene el mismo motor que el Agera RS, que entrega una potencia máxima de 1160 CV (1144 HP; 853 kW). Con tracción en las ruedas traseras, el bloque mecánico de este vehículo está acoplado a una transmisión de doble embrague de siete velocidades y un peso de 3075 lb (1395 kg). Acelera de 0 a 100 km/h (62 mph) en 2,5 segundos y una velocidad máxima de 402 km/h (250 mph). Tiene características personalizadas por dentro y por fuera, así como el primer Agera creado específicamente para un cliente estadounidense. Al igual que el RS, el XS es una evolución del One:1 e incorpora gran parte de la tecnología desarrollada para el "Megacar".

### Agera RSR

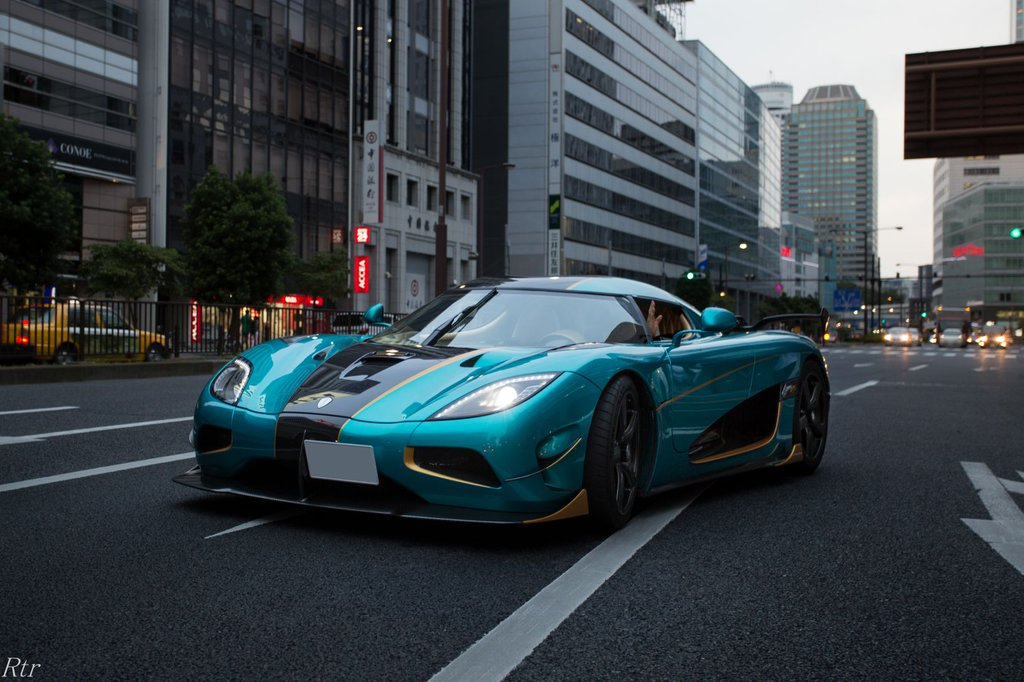
Agera RSR en color turquesa.

El 5 de septiembre de 2016 en Tokio (Japón), en un evento organizado por la casa automotriz sueca Koenigsegg Automotive AB y con la asistencia de Christian y Halldora von, se puso punto final a la vida del Koenigsegg Agera, presentando una edición especial limitada a solamente 3 unidades llamada Koenigsegg Agera RSR, que toma como punto de partida el Agera RS; además estas tres unidades forman parte de los 25 Agera RS que estaban previstos inicialmente, con lo que la variante convencional de este coche quedará finalmente en 22. Bajo el cofre posterior el Agera RSR emplea la configuración de 1160 CV (1144 HP; 853 kW) del mismo motor que emplean los Agera RS. La tracción es sobre el tren posterior a través de una caja de cambios de doble embrague de siete velocidades. Las prestaciones del Agera RSR se mantendrán muy similares al Agera RS, con un 0 a 100 km/h (62 mph) por debajo de los 2.9 segundos.
Los cambios en las 3 unidades de la edición especial Agera RSR respecto al Agera RS son mínimos. Como elemento más diferenciador nos encontramos el uso del paquete aerodinámico del One:1, en el cual destaca el alerón trasero. Hasta cierto punto, el Agera RSR será bastante difícil de diferenciar del Agera RS salvo por los emblemas y los 3 colores escogidos: turquesa, negro y blanco.

### Agera Final

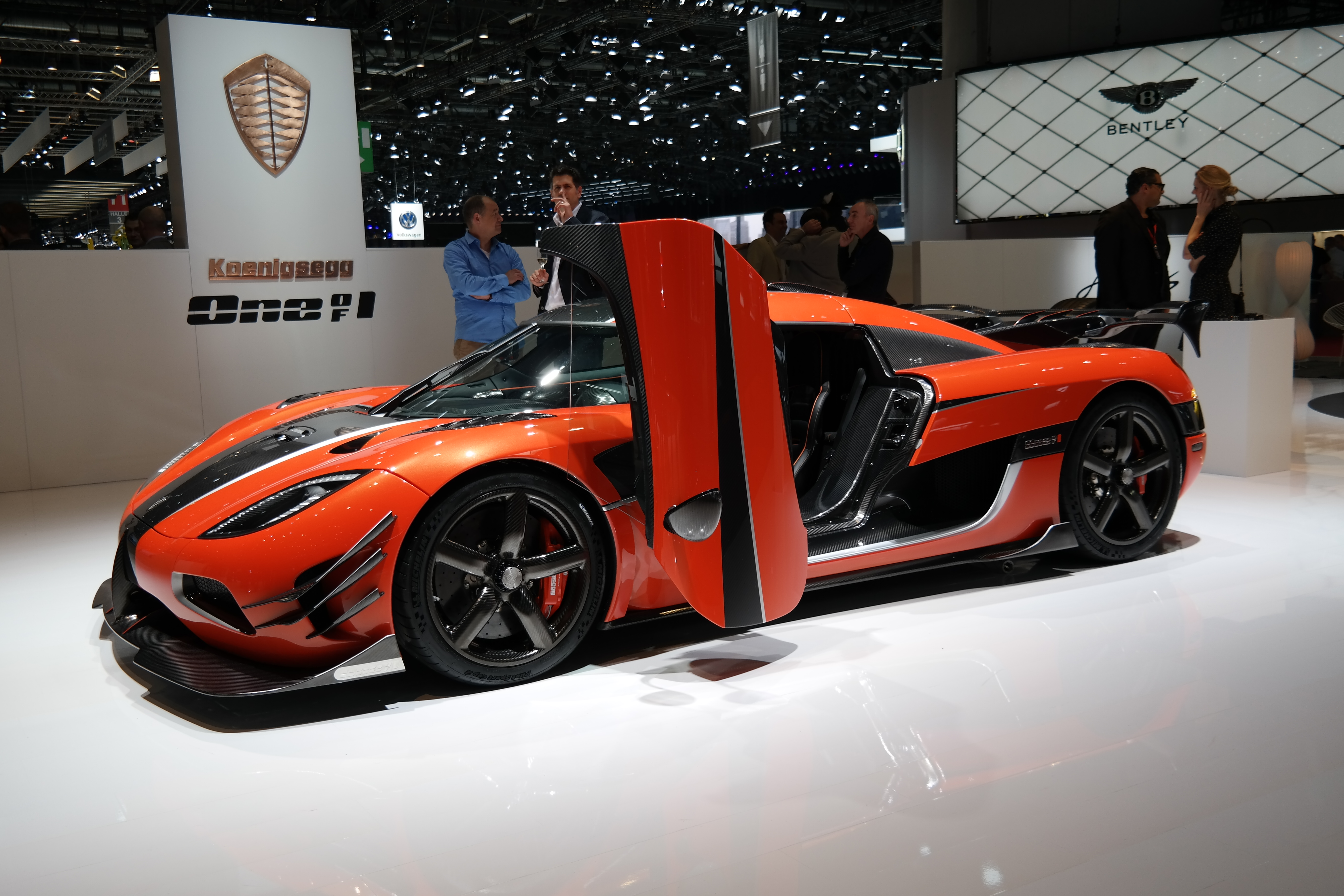
Agera Final One of 1 en el Salón del Automóvil de Ginebra de 2016.

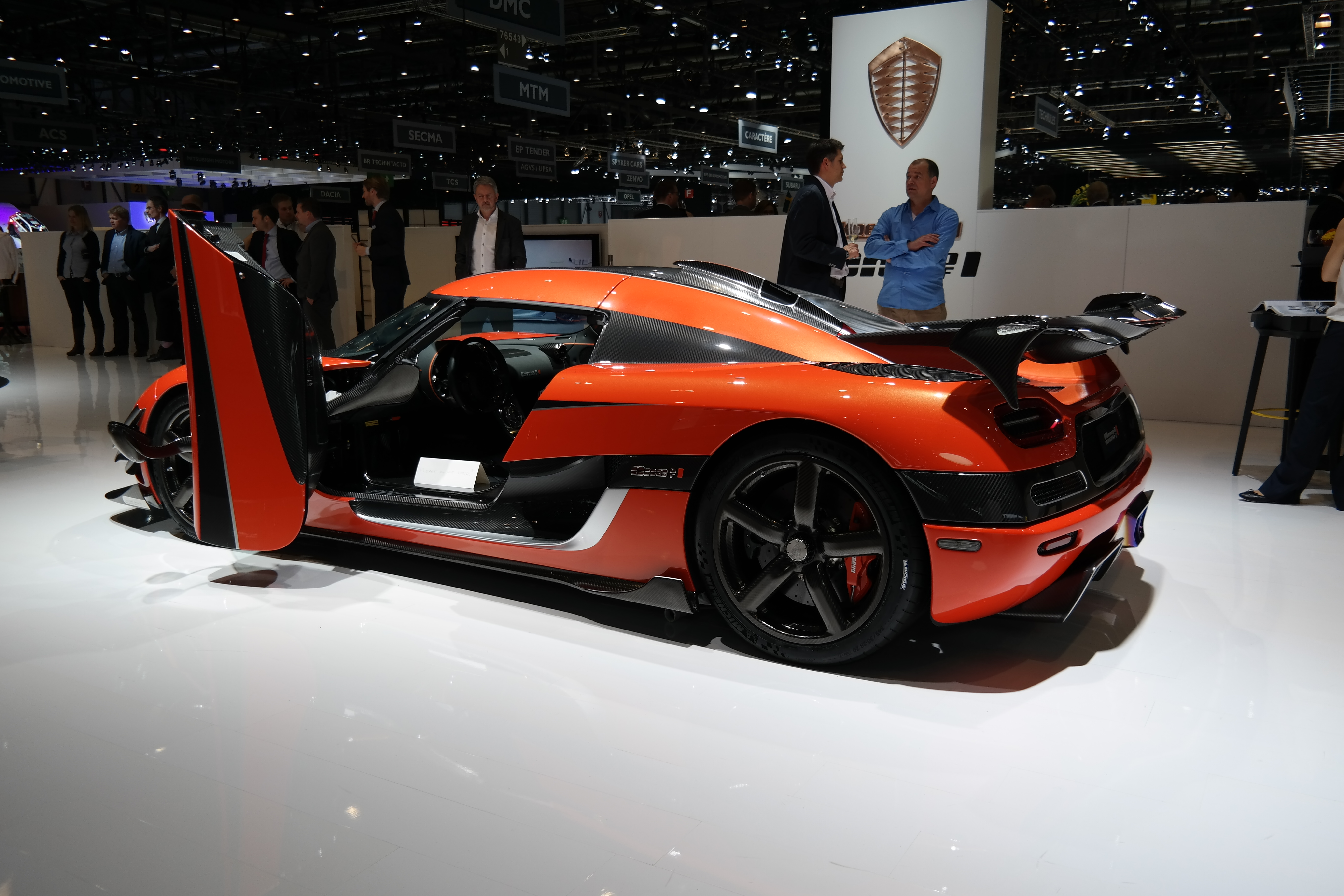
Vista lateral trasera 3/4.

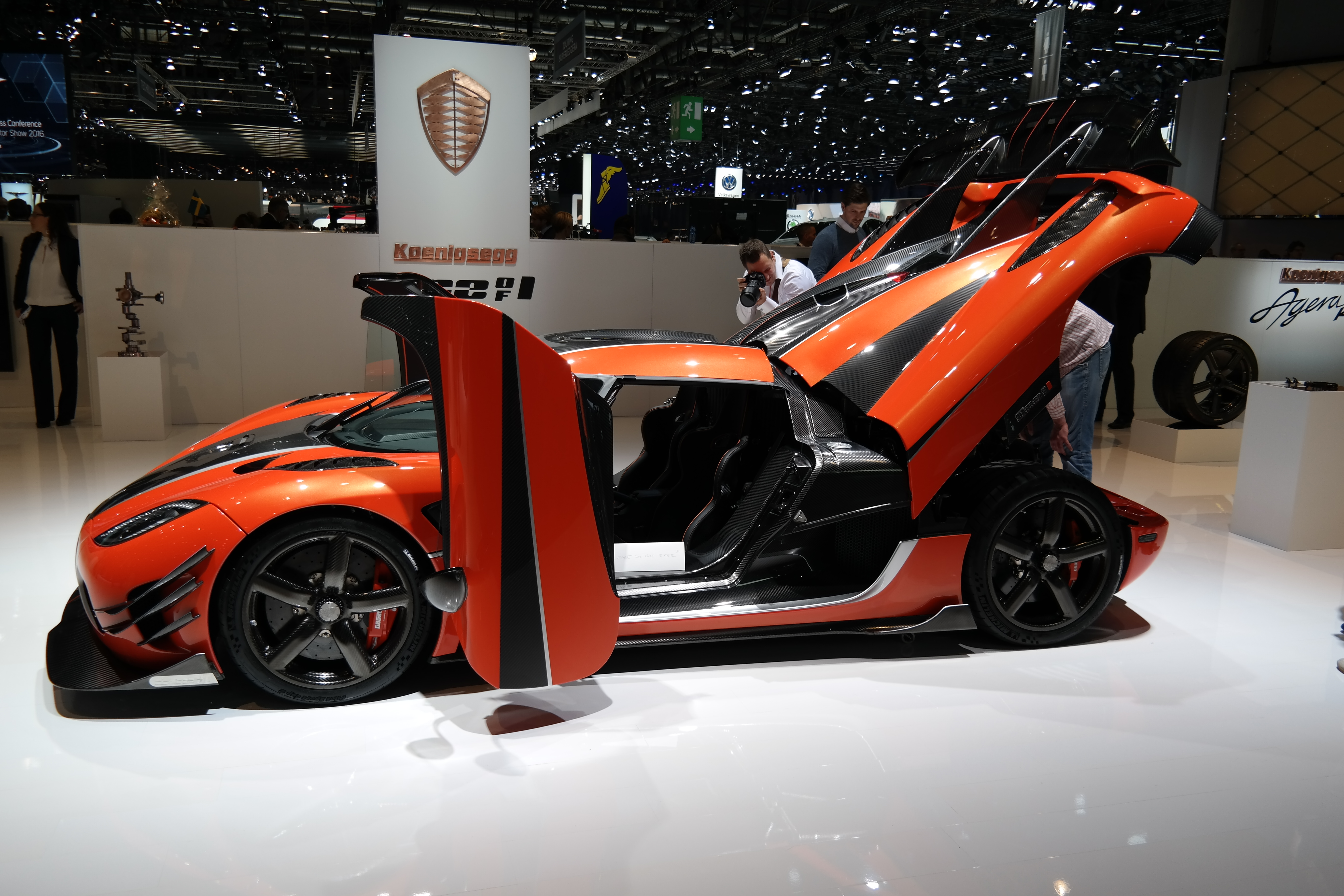
Agera Final One of 1 con el capó trasero abierto.

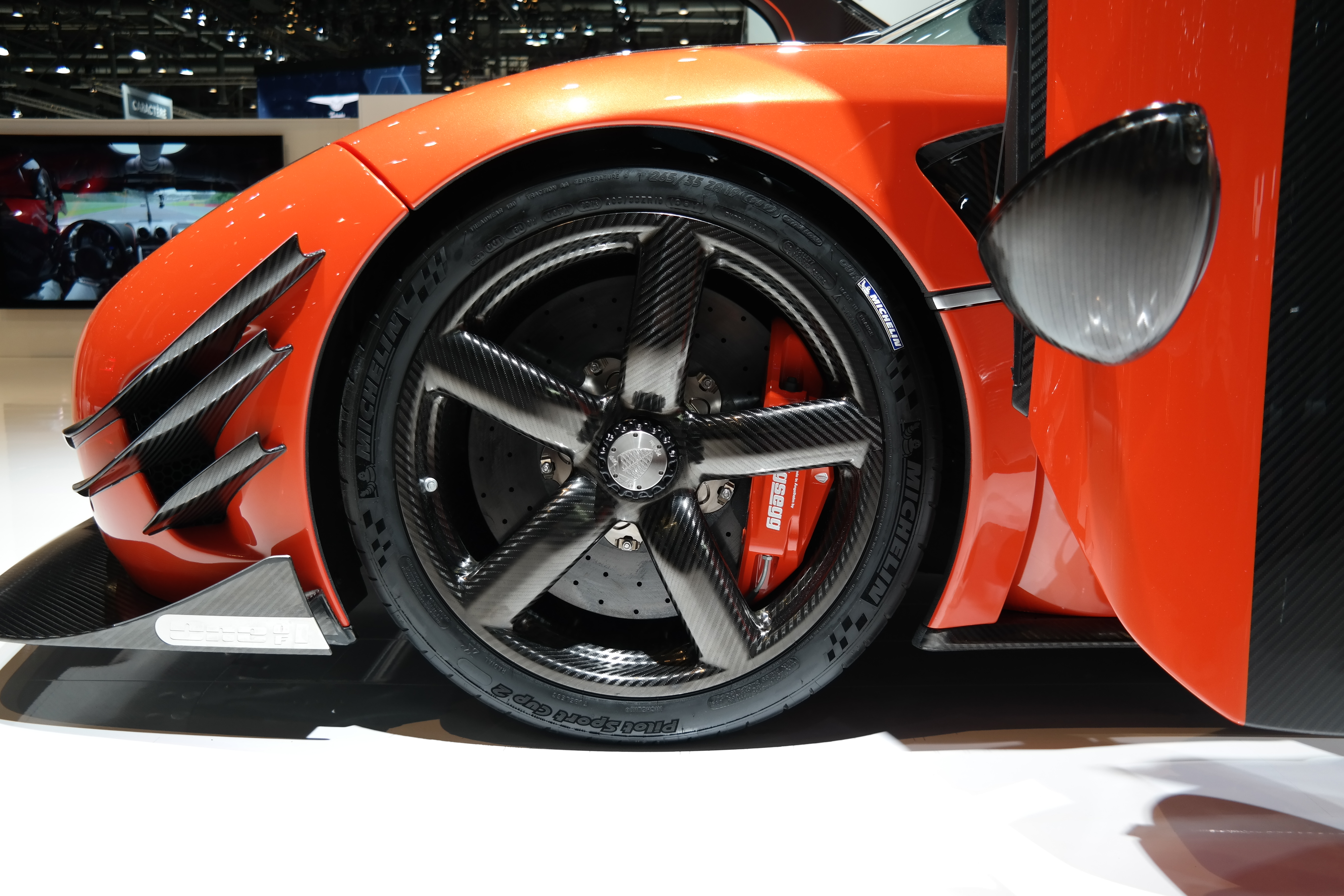
Rueda del One of 1.

Se presentó en el Salón del Automóvil de Ginebra 2016, fabricado para celebrar el último coche de la gama Agera. La producción estaba limitada a solamente 3 ejemplares cuyo diseño está inspirado en las últimas creaciones de la marca: el One:1 y el Agera RS. Tiene el mismo motor V8 con sobrealimentación de 5032 cm³ (5 litros) y el marco es el de los Agera RS. Los tres vehículos fueron vendidos antes de su exhibición en el Salón de Ginebra. Los modelos Agera Final son versiones especiales de la versión estándar.

#### Agera Final One of 1
El primero de estos es el “One of 1” (Uno de 1), llamado así por petición del dueño para que fuera lo más parecido posible al One:1 y porque no podrá ser replicado, el cual.
No se conocen gran cantidad de detalles, pero dentro de sus características podemos encontrar alerones laterales en la parte delantera, alerón trasero doble montado en el techo, salida de escape de titanio impreso en 3D, toma de aire montada en el techo y "splitter" delantero, además de traer neumáticos de fibra de carbono. Promete un rendimiento de 1360 CV (1341 HP; 1000 kW) y 1371 N·m (1011 lb·pie) de par máximo, con un peso de 1380 kg (3042 lb) con todo y fluidos y 1285 kg (2833 lb) en seco. Tiene un color naranja brillante con un precio de US$ 5000000.
Tiene una aceleración estimada de 0 a 100 km/h (62 mph) en 2,5 segundos y una velocidad máxima también estimada de 425 km/h (264 mph).
Cuenta con elementos únicos, personalizados y actualizados, como:
- Ala trasera montada a medida con segunda hoja.
- Entrada de aire montada en el techo diseñada a la medida.
- Personalizado diseñado Koenigsegg malla escudo en la parte trasera.
- Badging personalizado en el ala, el lado y el interior del vehículo.
- Dos salidas de titanio impresas en 3D con el nombre "One of 1".
- Venturi personalizado en la parte trasera con aletas ajustables.
- "Winglets" triple personalizado en el parachoques delantero.
- Diseñado por encargo One of 1 divisor delantero.
- Acabado de pintura personalizado con carbón transparente parcial.
- Interruptor interior de aluminio pulido de encargo.

El "One of 1", es un Agera que esta lo más cerca posible de un One:1 en términos de rendimiento, manteniendo la ventana del techo, el techo de almacenamiento y el espacio de equipaje completo. Tiene un nuevo alerón trasero de doble hoja, la toma de aire, el separador frontal, las faldones laterales, el venturi y los winglets triples frontales que fueron diseñados específicamente para el "One of 1" utilizando dinámica de fluidos computacional para optimizar la fuerza aerodinámica y mantener un área de equipaje completamente funcional. Además cuenta con las únicas ruedas huecas de fibra de carbono Aircore de Koenigsegg, que pesan menos de 7 kg (15 lb) cada una y ahorran más de 20 kg (44 lb) en masa no suspendida en comparación con las ruedas livianas y regulares de Koenigsegg.
En lo que respecta a los otros dos modelos de la serie, Koenigsegg comentaba que serían construidos a finales de 2017.

#### Thor y Väder
El fabricante sueco puso el broche de despedida al que probablemente haya sido su modelo más exitoso hasta la fecha. Lo hace con los: Agera FE "Thor" y "Väder"; ambos nombres han sido elegidos por los propietarios de sendas máquinas, el primero haciendo referencia al todopoderoso dios del trueno en la mitología nórdica; y Vader se desconoce el motivo de llamarlo así, simplemente quizá su dueño sea fan de la saga Star Wars.
Ambos coches han sido revelados por sus respectivos propietarios en sus cuentas personales de Instagram y, aunque son recreaciones digitales en blanco y negro, dejan ver algunos detalles llamativos. Quizá el más interesante en este aspecto sea "Thor" y su espectacular zaga, con un alerón similar al visto en el Agera XS, de mayores dimensiones que el del One:1. Además, será el único Koenigsegg visto hasta la fecha que monte una aleta de tiburón, en la que se luce la insignia exclusiva de esta versión.
El propietario de "Vader" fue un paso más allá y enseñó además del exterior el interior del coche, que no cambia demasiado respecto a los Ageras RS vistos hasta ahora. Tendría todo lo que Koenigsegg es capaz de ofrecer en sus personalizaciones y acabados. Esta edición final va destinada a dos de sus mejores clientes coleccionistas de coches ambos; el dueño de "Thor" tiene en su garaje el Agera RS "Draken" y estaba esperando recibir el primer Regera.
Sobre la mecánica, es probable que el motor rinda su máximo con los 1360 CV (1341 HP; 1000 kW) ya vistos en el One:1, potencia que las ruedas traseras intentará digerir a través de una caja de cambios secuencial de siete velocidades.

### Agera N

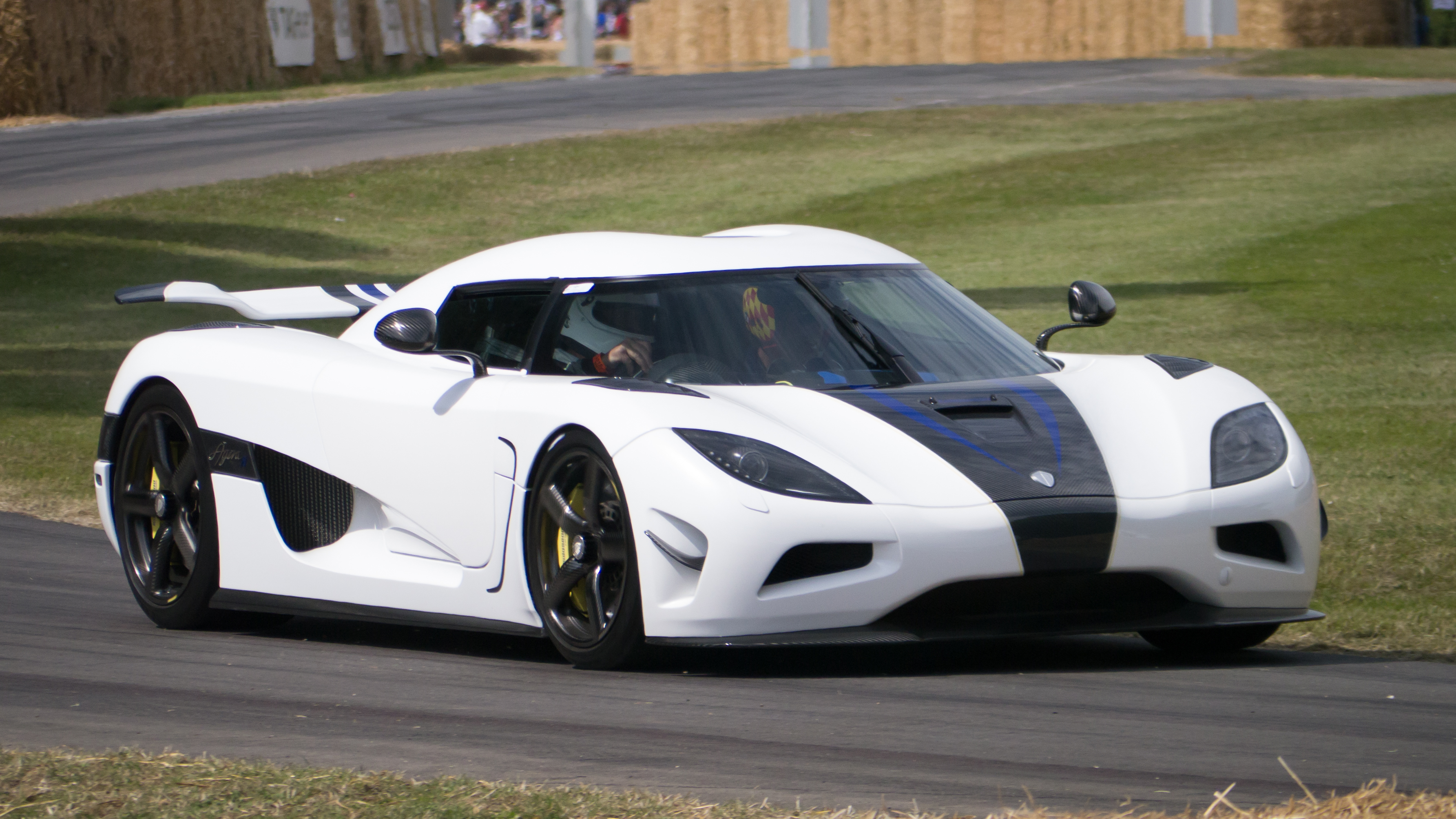
Agera N de 2015.

El Agera N tiene un precio de 1,65 millones de €. Su motor de 1140 CV (1124 HP; 838 kW) lo hace realmente interesante, pero lo más destacado es que es un modelo "One-off", es decir, único y pese a que no compite en cifras de rendimiento y en exclusividad con el Koenigsegg One:1, la rareza de esta unidad lo hace muy interesante para cualquier coleccionista interesado en los coches de Koenigsegg.
Equipa sus propias características, como una pintura a medida específica en blanco nacarado, detalles en fibra de carbono visible, así como franjas en azul y amarillo. Por otro lado, también dispone de llantas de fibra de carbono "Aircore", al igual que el volante y el alerón del Agera R, los espejos exteriores de fibra de carbono del One:1 y el sistema de escape del Agera RS.

### Agera HH

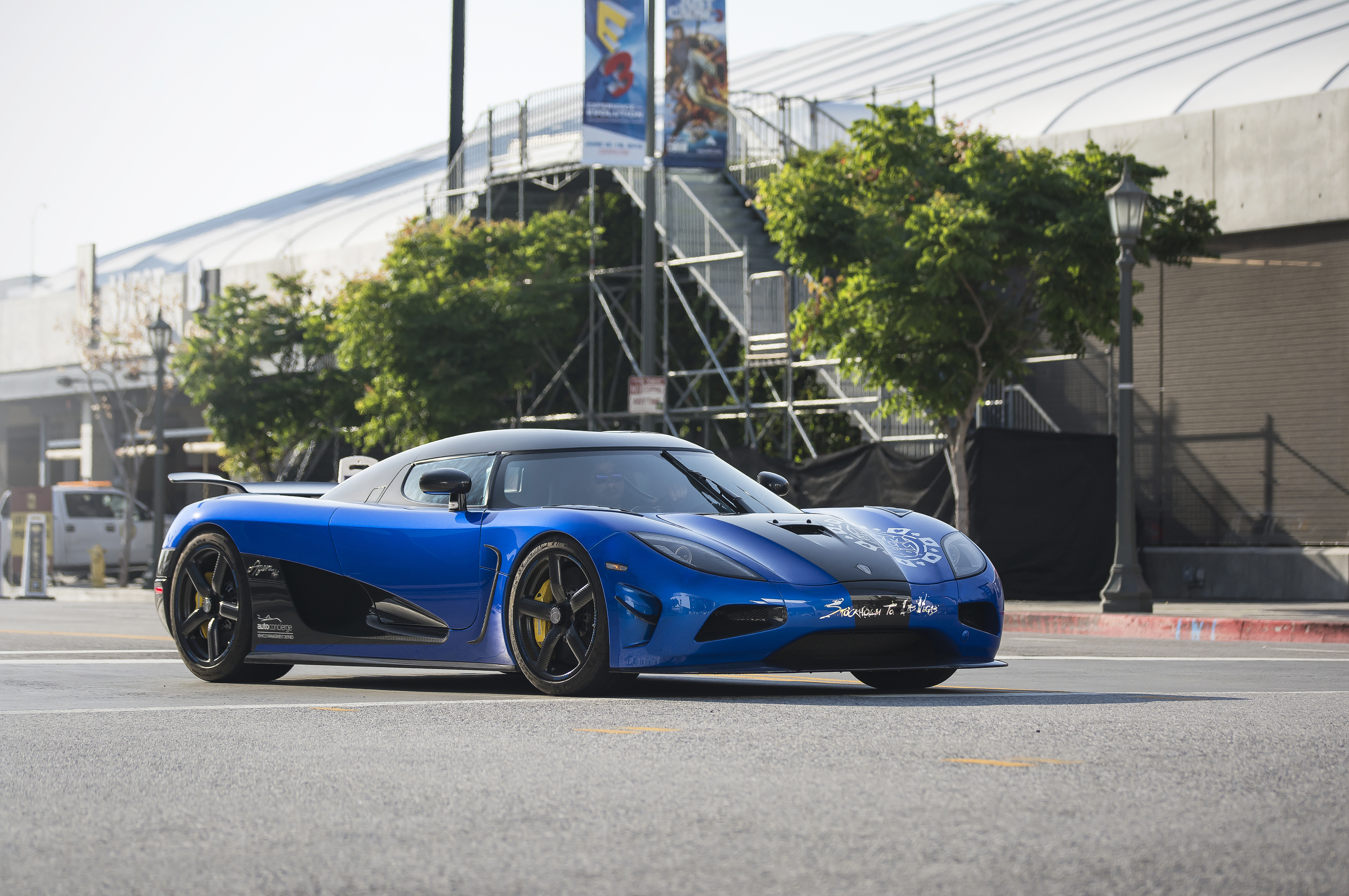
Agera HH llegando a un punto de control de la Gumball 3000 en el centro de Los Ángeles en 2015.

Lewis Hamilton cumplió su palabra y se presentó en la última etapa de la popular Gumball 3000, el rally de superdeportivos por excelencia. Como acostumbra lo hizo a lo grande, con un Koenigsegg valorado en 1,6 millones de €, aunque la noticia fue que se quedó sin combustible a mitad de la prueba.
La Gumball 3000 había anunciado la presencia de Lewis Hamilton en su última etapa y el británico cumplió con su palabra, uniéndose a la caravana de superdeportivos con un flamante Koenigsegg Agera HH. Con lo que no contaba el campeón del Mundial de Fórmula 1 era con protagonizar la anécdota de la jornada y es que su superdeportivo se quedó sin gasolina en pleno Desierto de Mojave, en Death Valley, considerado uno de los puntos más calientes del planeta.
Afortunadamente, las asistencias acudieron a la zona y Hamilton consiguió repostar y terminar la prueba, que transcurría entre Los Ángeles y Las Vegas. El Agera HH es uno de los coches más rápidos del mundo, gracias a su motor de 1045 CV (1031 HP; 769 kW) y capaz de rozar los 440 km/h (273 mph) de velocidad máxima.
Lucía una decoración especial en colores azul y negro para resaltar los componentes en fibra de carbono, así como las habituales pegatinas de la Gumball 3000, una "carrera" que recorrió 4800 km (2980 millas).

### Agera X

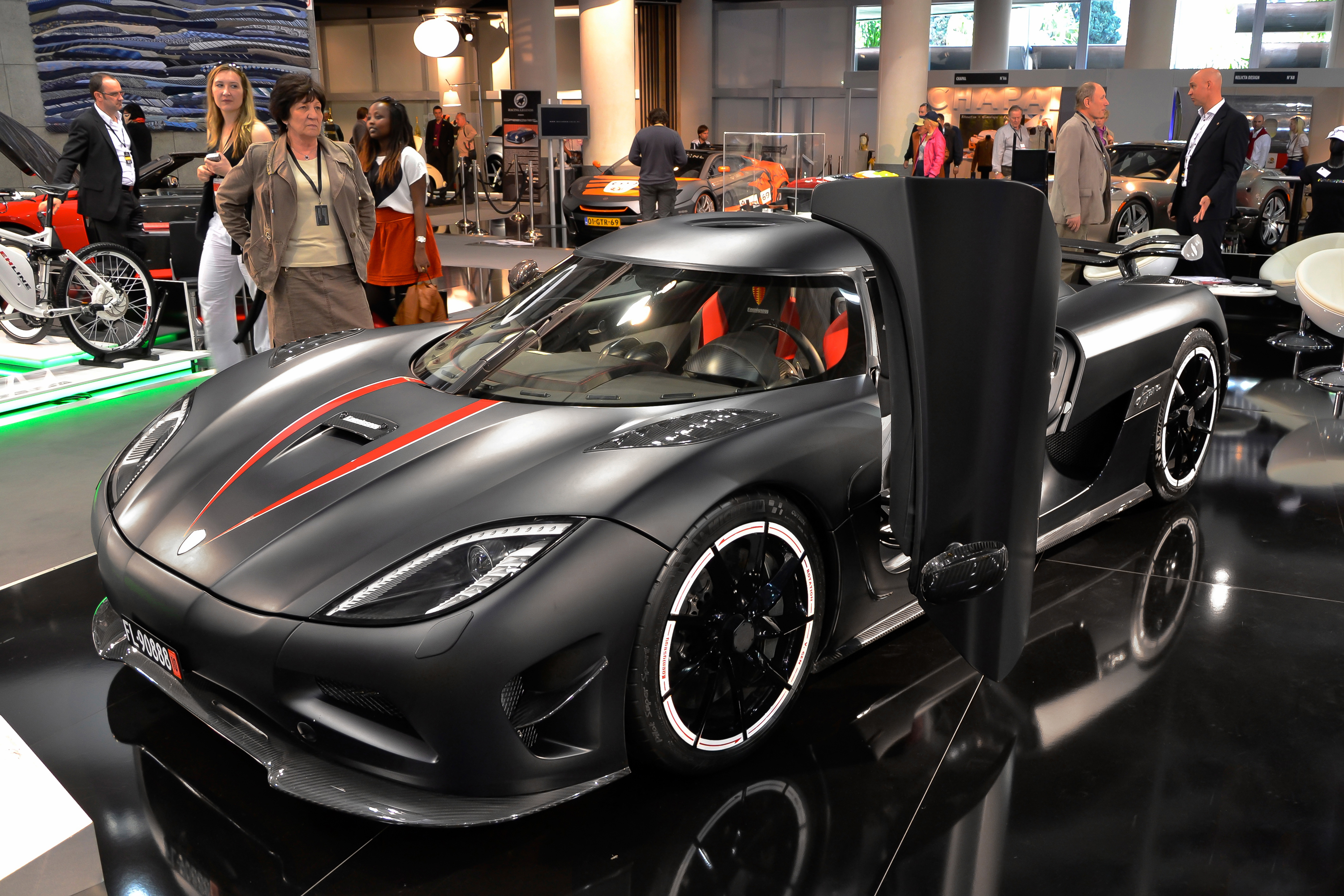
Agera X el 20 de abril de 2012.

En 2011 fue develado el Agera X, una unidad única del Agera que no ha recibido mucha atención de los medios, ya que simplemente se trata de una unidad convencional del Agera modificada estéticamente por encargo de un cliente muy especial, supuestamente un amante de los coches que es accionista de la resurgida Gemballa. Uno de sus alicientes es que se trata del único Koenigsegg Agera pintado en color negro mate de cuantos se han fabricado.
No obstante, lo más identificativo de todo es la obsesión por el detalle del número ocho, ya que muchos datos del coche llevan esta cifra. Para empezar, se trata de la unidad número 8 del Agera fabricada, algo que ya de por sí le da un valor extra frente a unidades fabricadas más recientemente y no solamente esto, sino que es el número 88 salido de las puertas de la fábrica de Koenigsegg.
Por lo demás, el coche es idéntico a los Agera convencionales que se han fabricado, esto es, bajo el capó esconde el mismo motor que entrega 960 CV (947 HP; 706 kW). Puede instalarse el kit de conversión a Agera R, el cual aumenta la potencia hasta 1115 CV (1100 HP; 820 kW), aunque a cambio tendrá que desembolsar US$ 237000, es decir, unos 180000 €.

### Agera RS Naraya

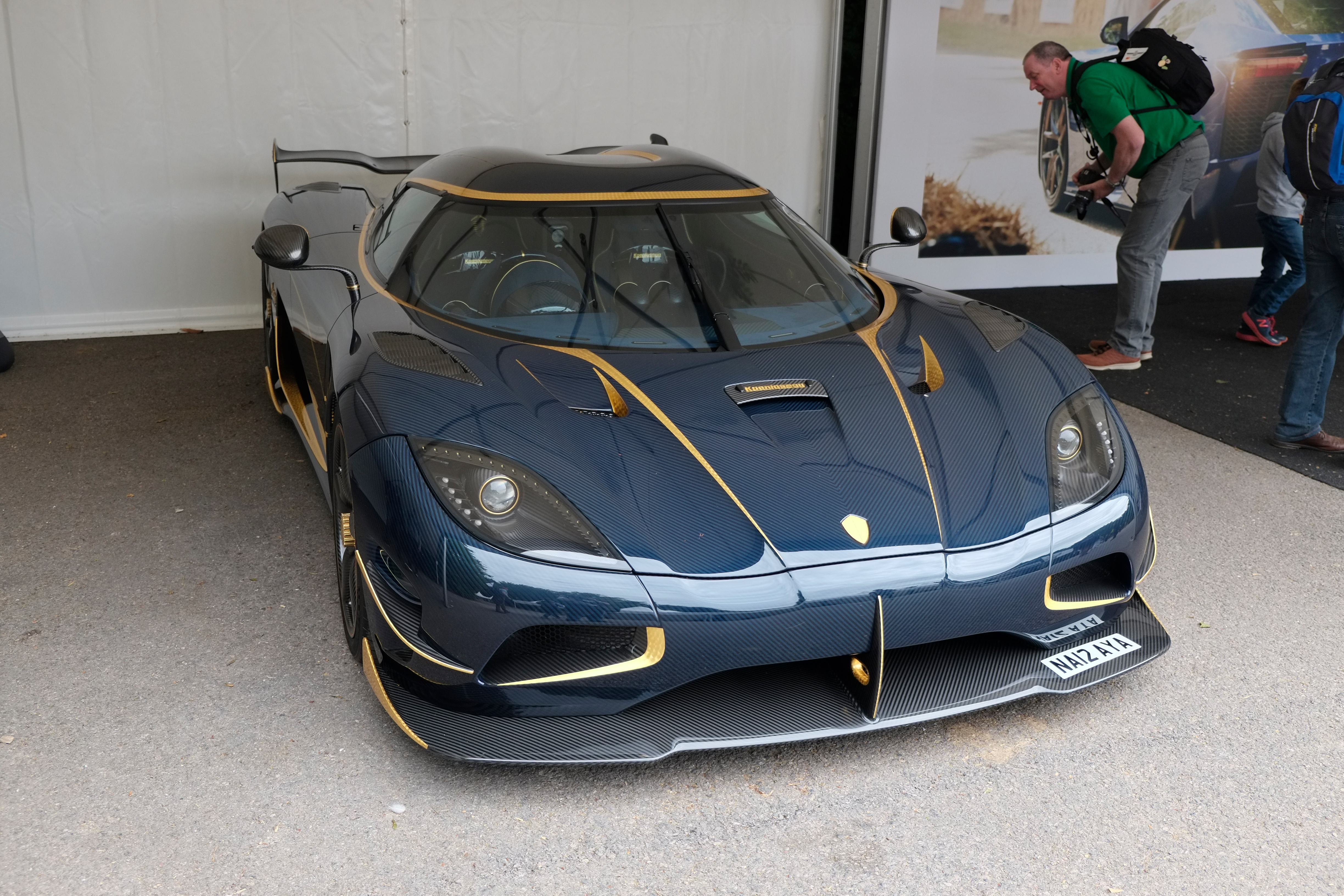
Agera RS Naraya el 20 de agosto de 2017.

La diferencia con respecto a otros Agera RS radica en que este superdeportivo ha sido construido al completo en fibra de carbono con tinte azul. Incluso su monocasco ha recibido este tinte, así como pan de oro y 155 diamantes.
Tras presentar un Koenigsegg Agera homologado para su circulación en EE. UU. la marca sueca ha presentado este Agera RS apodado "Naraya" por su propietario, un nombre con significado para su familia, presumiblemente de origen asiático. Además de su fibra de carbono vista de color azul, el coche cuenta con multitud de detalles recubiertos en pan de oro. Detalles como la salida central de escape, los centros de las ruedas, o acentos en su carrocería.
En el interior del superdeportivo hay más superficies recubiertas en pan de oro, así como el nombre del superdeportivo, "Naraya", grabado en oro de 18 quilates y decorado con 155 diamantes artificiales sintéticos creados en Estados Unidos por Ada Diamonds. El interior también recibe alcantara en tonos azulados y la misma fibra de carbono de su carrocería adorna diferentes molduras y detalles.
A nivel mecánico, el Agera RS Naraya no es diferente a otros Agera, ya que usa el mismo motor que desarrolla una potencia máxima de 1160 CV (1144 HP; 853 kW), siempre que sea utilizado E85 como combustible. Su caja de cambios secuencial de siete relaciones permite una aceleración de 2,8 segundos hasta los 100 km/h (62 mph), así como una velocidad punta de 402 km/h (250 mph).

### Agera RSN

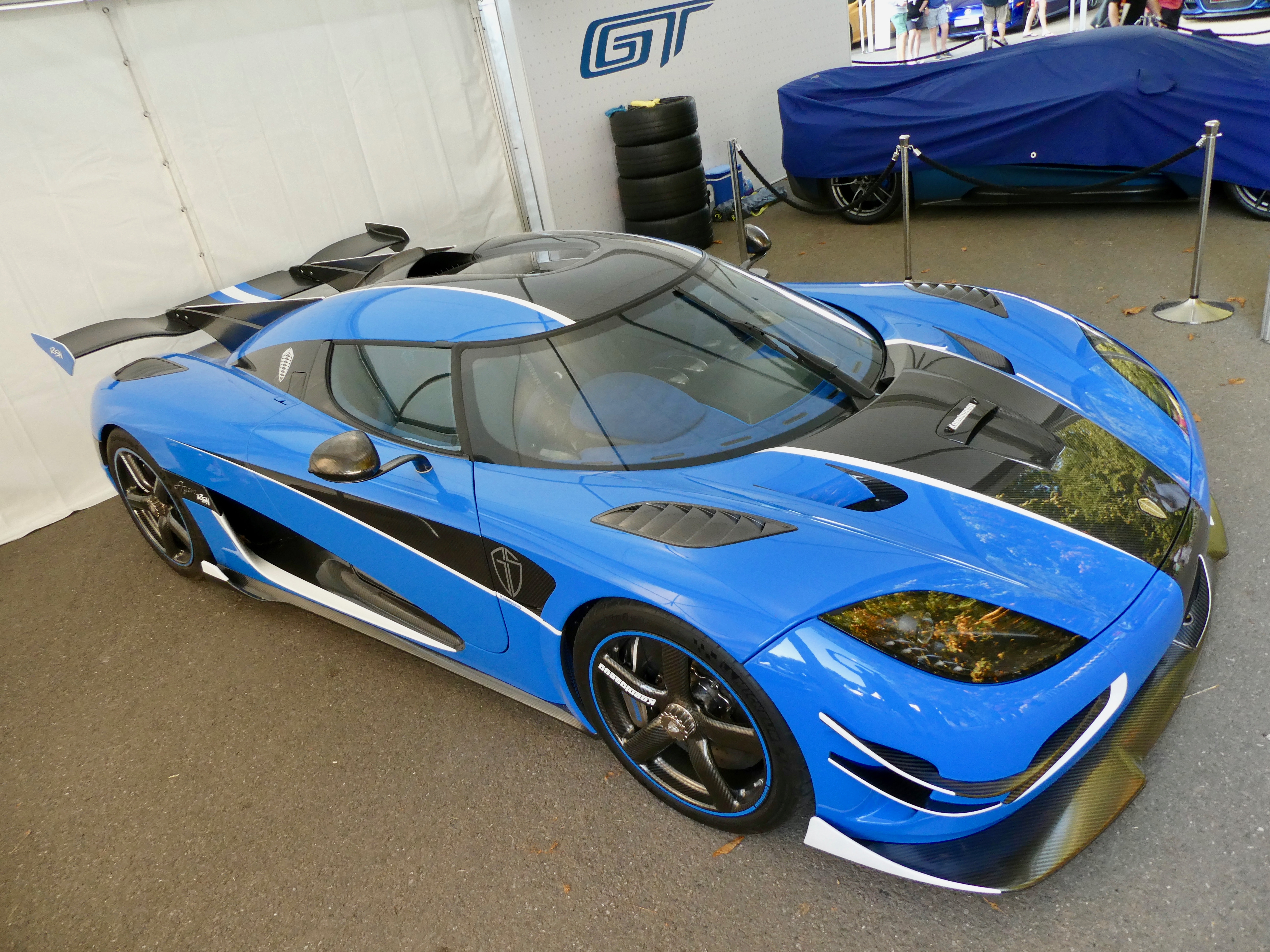
Agera RSN el 14 de julio de 2018.

Se trata de un one-off de 2018 con más de 1000 CV (986 HP; 736 kW) y una decoración de lo más llamativa, que puede presumir de ser el único en el mundo ya que fue un encargo personalizado de un cliente muy especial a la entidad nórdica. Estaba en venta por la cifra que pide SuperVettura por él, que es de 4,48 millones de €.
Esta unidad en concreto forma parte de los 25 Agera RS que se han construido en todo el mundo, aunque al ser un pedido especial no hay otro como él. Su principal distinción es la presencia de la letra "N" a su nombre, en referencia al comprador original del vehículo: Neil Miller. En el exterior presenta un tono azul con la etiqueta "Josh Blue" que contrasta con acentos pintados de blanco y partes visibles de fibra de carbono. Este material también está presente en un llamativo habitáculo que ha sido revestido de un alcantara azul presente en la mayoría de las superficies, incluidos los asientos.
El RSN puede optar a la actualización diseñada para el One:1, lo que se traduce en un aumento del rendimiento del bloque de ocho cilindros. De esta forma, bajo el pie derecho están disponibles nada menos que 1360 CV (1341 HP; 1000 kW) y 1371 N·m (1011 lb·pie), siempre y cuando el coche utilice E85 como combustible.
El coche tiene el volante a la derecha y puede presumir de haber conseguido un espectacular registro en el evento VMax200 celebrado en el Reino Unido en el 2018, cuando alcanzó los 389 km/h (242 mph) de velocidad máxima.

## Especificaciones
Cuenta con un múltiple de admisión de fibra de carbono con tractos optimizados, un múltiple de escape de Inconel con revestimiento cerámico y soldadura TIG, rines forjados "Vortex" con tuerca de seguridad central, en neumáticos unidireccionales y con patrón asimétrico Michelin Pilot Supersport, de medidas 265/35 19 x 9,5 pulgadas (48,3 x 24,1 cm) Y delanteros y 345/30 20 x 12,5 pulgadas (50,8 x 31,8 cm) Y traseros.
| Versiones                                | Agera | Agera R | Agera S | One:1 | Agera RS |
| ---------------------------------------- | --- | --- | --- | --- | --- |
| Período                                  | 2011 | 2011-2014 | 2012-2014 | 2014-2015 | 2015-2018 |
| Distribución                             | Doble (DOHC) árbol de levas a la cabeza por cada bancada de cilindros y 4 válvulas por cilindro (32 en total), con VVT. | Doble (DOHC) árbol de levas a la cabeza por cada bancada de cilindros y 4 válvulas por cilindro (32 en total), con VVT. | Doble (DOHC) árbol de levas a la cabeza por cada bancada de cilindros y 4 válvulas por cilindro (32 en total), con VVT. | Doble (DOHC) árbol de levas a la cabeza por cada bancada de cilindros y 4 válvulas por cilindro (32 en total), con VVT. | Doble (DOHC) árbol de levas a la cabeza por cada bancada de cilindros y 4 válvulas por cilindro (32 en total), con VVT. |
| Alimentación                             | Inyección multipunto secuencial electrónica Biturbo.                                                                    | Inyección multipunto secuencial electrónica Biturbo.                                                                    | Inyección multipunto secuencial electrónica Biturbo.                                                                    | Inyección multipunto secuencial electrónica Biturbo.                                                                    | Inyección multipunto secuencial electrónica Biturbo.                                                                    |
| Diámetro x carrera                       | 91,7 x 95,25 mm (3,61 x 3,75 pulgadas)                                                                                  | 91,7 x 95,25 mm (3,61 x 3,75 pulgadas)                                                                                  | 91,7 x 95,25 mm (3,61 x 3,75 pulgadas)                                                                                  | 91,7 x 95,25 mm (3,61 x 3,75 pulgadas)                                                                                  | 91,7 x 95,25 mm (3,61 x 3,75 pulgadas)                                                                                  |
| Relación de compresión                   | 9.0:1 | 9.0:1 | 9.0:1 | 9.3:1 | 9.0:1 |
| Presión de admisión                      | 1,3 bares (18,5 psi).                                                                                                   | 1,4 bares (19,9 psi).                                                                                                   | 1,4 bares (19,9 psi).                                                                                                   | 1,8 bares (25,6 psi) | 1,4 bares (19,9 psi).                                                                                                   |
| Distribución de peso                     | 44% delantero y 56% trasero.                                                                                            | 44% delantero y 56% trasero.                                                                                            | 44% delantero y 56% trasero.                                                                                            | 44% delantero y 56% trasero.                                                                                            | 44% delantero y 56% trasero.                                                                                            |
| Sistema de lubricación                   | Cárter seco. | Cárter seco. | Cárter seco. | Cárter seco. | Cárter seco. |
| Peso del motor                           | 189 a 197 kg (417 a 434 libras).                                                                                        | 189 a 197 kg (417 a 434 libras).                                                                                        | 189 a 197 kg (417 a 434 libras).                                                                                        | 189 a 197 kg (417 a 434 libras).                                                                                        | 189 a 197 kg (417 a 434 libras).                                                                                        |
| Capacidad del tanque de combustible      | 80 a 82 litros (21,1 a 21,7 galAm).                                                                                     | 80 a 82 litros (21,1 a 21,7 galAm).                                                                                     | 80 a 82 litros (21,1 a 21,7 galAm).                                                                                     | 80 a 82 litros (21,1 a 21,7 galAm).                                                                                     | 80 a 82 litros (21,1 a 21,7 galAm).                                                                                     |
| Diferencial                              | Electrónico. | Electrónico. | Electrónico. | Electrónico. | Electrónico. |
| Potencia máxima                          | 960 CV (947 HP; 706 kW) @ 7100 rpm.                                                                                     | 1140 CV (1124 HP; 838 kW) @ 7100 rpm.                                                                                   | 1030 CV (1016 HP; 758 kW) @ 7100 rpm.                                                                                   | 1 MW (1360 CV; 1341 HP) @ 7500 rpm.                                                                                     | 1160 CV (1144 HP; 853 kW) @ 7800 rpm; o disponible con el paquete de 1 MW (1360 CV; 1341 HP).                           |
| Par máximo                               | Más de 1000 N·m (738 lb·pie) desde 2700 a 6170 rpm. Máximo disponible: 1100 N·m (811 lb·pie) @ 4000 rpm.                | 1200 N·m (885 lb·pie) @ 4100 rpm.                                                                                       | 1100 N·m (811 lb·pie) @ 4100 rpm.                                                                                       | 1371 N·m (1011 lb·pie) @ 6000 rpm.                                                                                      | 1280 N·m (944 lb·pie) @ 4100 rpm.                                                                                       |
| Límite de régimen (línea roja)           | 7500 rpm. | 7300 rpm. | 8250 rpm. | 8250 rpm. | 8250 rpm. |
| Aceleración                              | 0-200 km/h (124 mph): 8,0 segundos 0-200 km/h (124 mph)-0: 13,5 segundos.                                               | 0-100 km/h (62 mph): 2,8 segundos 0-200 km/h (124 mph): 7,8 segundos 0-300 km/h (186 mph): 21,19 segundos.              | 0-100 km/h (62 mph): 2,9 segundos 0-200 km/h (124 mph): 7,9 segundos 0-300 km/h (186 mph): 22,7 segundos.               | 0-400 km/h (249 mph): 20 segundos.                                                                                      | 0-400-0: 36,44 segundos.                                                                                                |
| Distancia de frenado 100 km/h (62 mph)-0 | 30,5 m (100 pies). | 30,5 m (100 pies). | 30,5 m (100 pies). | 28 m (92 pies). | 30,5 m (100 pies). |
| Fuerzas laterales                        | 1,5 g. | 1,6 g. | 1,6 g. | 2,0 g. | 1,6 g. |
| Relación peso a potencia (en seco)       | 1,41 kg (3,1 lb)/CV. | 1,19 kg (2,6 lb)/CV. | 1,24 kg (2,7 lb)/CV. | 1 kg/CV. | 1,19 kg (2,6 lb)/CV. |

## En la cultura popular
Tres réplicas del Agera R aparecieron en la película Need for Speed, en la que el modelo blanco es destruido al volar por los aires durante una carrera ilegal.
También ha aparecido en varios videojuegos de carreras, como: Need for Speed: World, Need for Speed: Hot Pursuit, Need for Speed: The Run, Need for Speed: Most Wanted 2012, Need for Speed: Rivals, Need for Speed: Edge, Need for Speed: No Limits, Asphalt 7: Heat, Asphalt 8: Airborne, Asphalt Nitro, Forza Motorsport 4, Forza Motorsport 5, Forza Motorsport 6, Forza Motorsport 7, Forza Horizon, Forza Horizon 2, Forza Horizon 3 y Forza Horizon 4.